# Mokole
Das Mokole (oder auch Mokollé, Mokwale, Monkole und Féri genannt) ist eine yoruboide Sprache.
Sie wird in den Orten, die um die Stadt Kandi im Benin liegen, gesprochen. 
Es gilt teils auch als die nördlichste Varietät des Yoruba. 